# 三木市役所
三木市役所（みきしやくしょ）は、日本の地方公共団体である三木市の執行機関としての事務を行う施設（役所）である。

## 現庁舎
兵庫県三木市にあり、市内で一番高いビルディング。三木城をモデルにした庁舎の建設をバブル景気間に計画し、昭和建設に建設の依頼を出した。1993年7月1日に完成した。完成後は特異な外観の庁舎であることから他都道府県からの視察が相次ぐ。

### 沿革
- 1993年（平成5年）
  - 7月1日 - 記念式典を挙行する[2]。
  - 7月12日 - 業務を開始する[2]。
- 2002年（平成14年）4月1日 - 国保介護課、国体準備室、県事業プロジェクト推進室を新設する[2]。
- 2003年（平成15年）4月1日 - 子育て支援室を新設する[2]。
- 2008年（平成20年）5月7日 - 障害者作業所「ワークルーム虹」を開設する[2]。

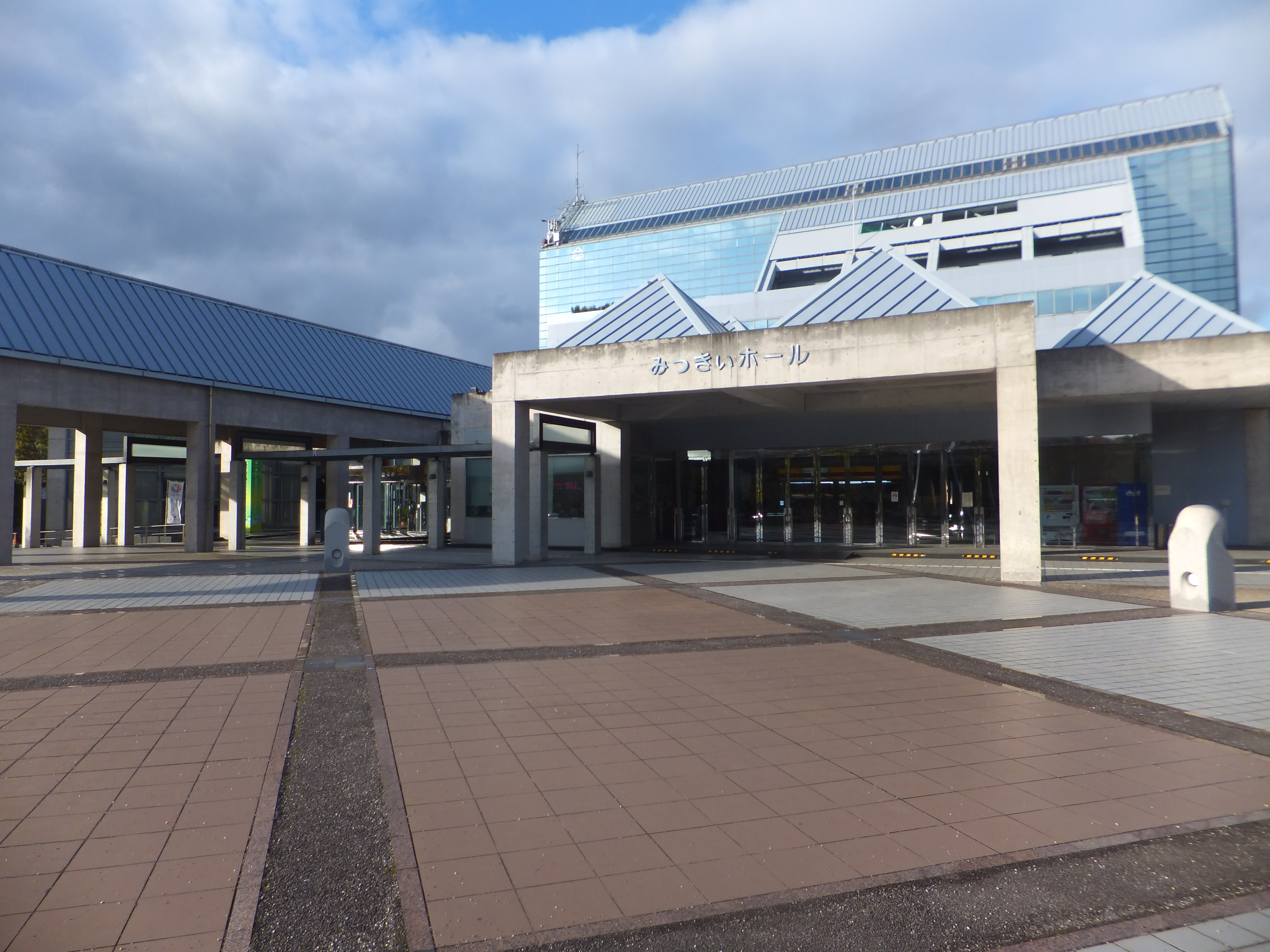
みっきぃ広場
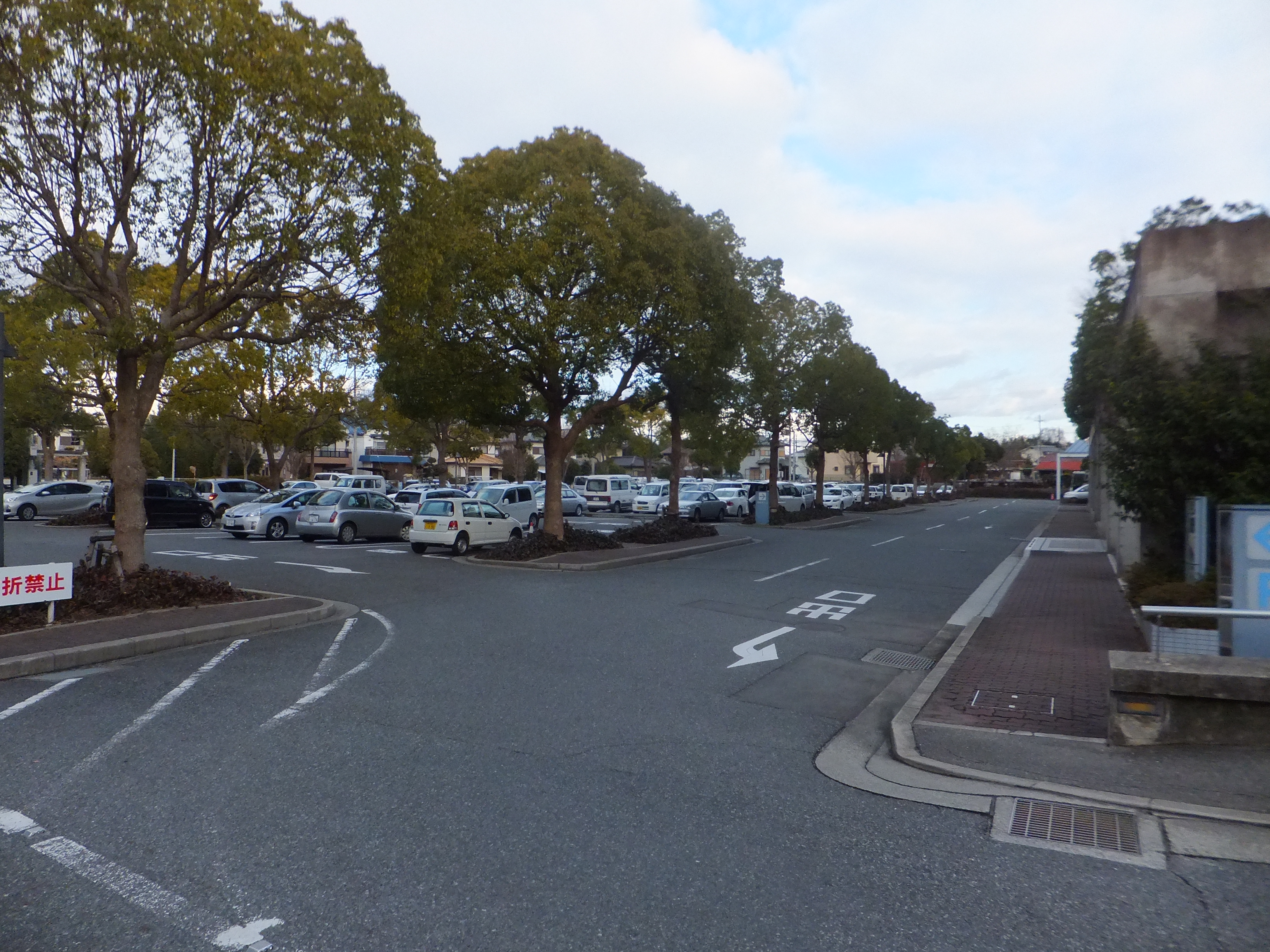
駐車場

## かつて存在していた庁舎

### 旧庁舎
市制施行をした三木市の4分庁舎で業務している執務の統合をさせる目的かつ旧庁舎の前に立地していた庁舎が手狭になったことから建設が計画され、1958年10月に庁舎建設特別委員会を設置した。設置後は建設場所を三木市本町に建設を決定して、大宮工業と明和工務店に建設を依頼した。1959年3月から4月にかけて着工を予定したが、5月6日になった。完成は1959年11月末を完成予定としたが、予定より遅く1959年12月8日に完成した。 現在は解体され、更地となっている。

#### 沿革
- 1959年（昭和34年）
  - 5月8日 - 着工する[7]。
  - 12月8日 - 完成する[5]同時に午前10時から市制5周年の祝典が挙行される[4]。
  - 12月9日 - 業務を開始する[4]。
- 1970年（昭和45年）3月30日 - 増築工事が完成する[5]。
- 1978年（昭和53年）11月22日 - コンピューターを導入する[5]。
- 1993年（平成5年）7月9日 - 業務を終了する。

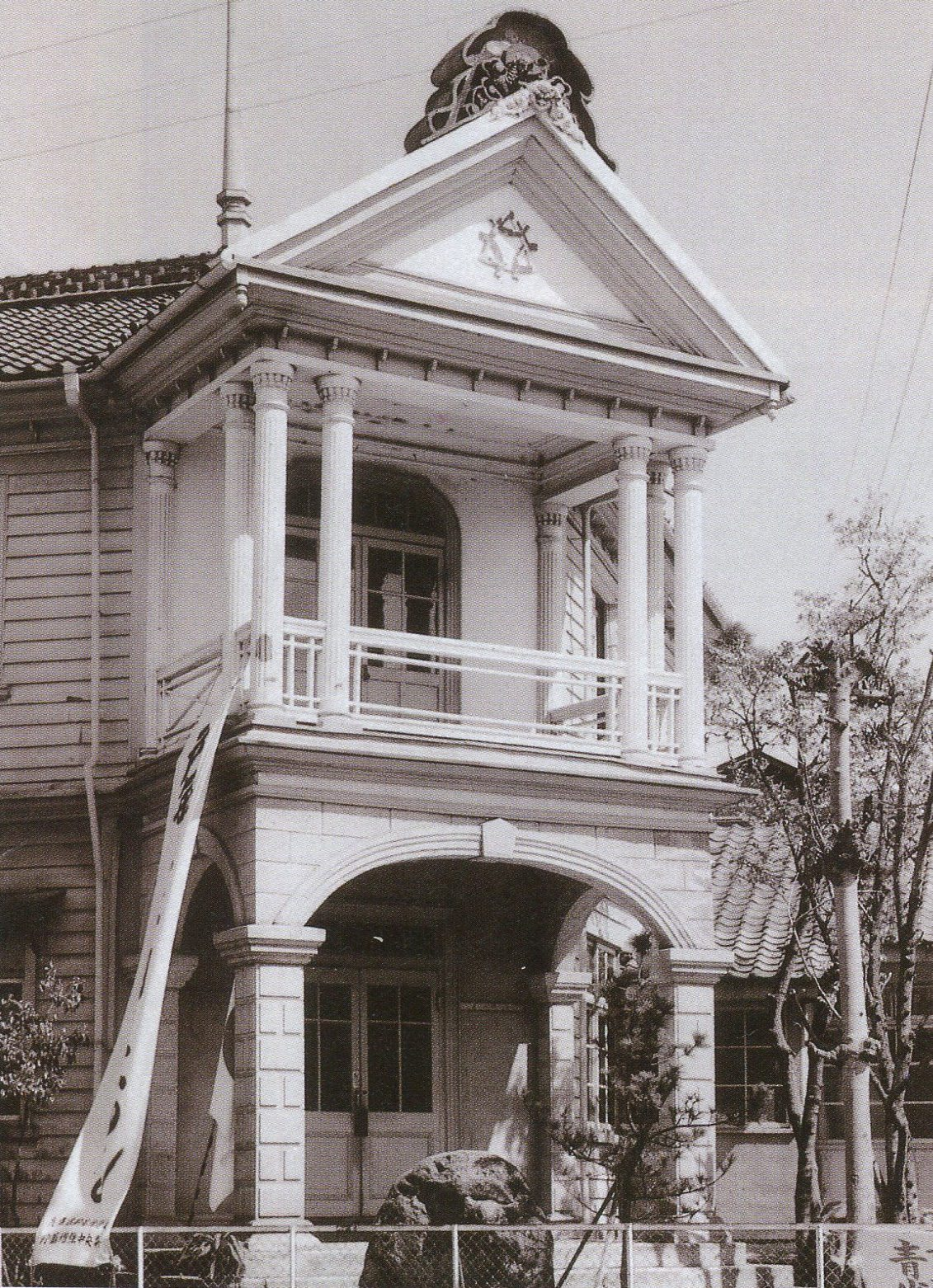
三木市制時の庁舎 1959年以前撮影
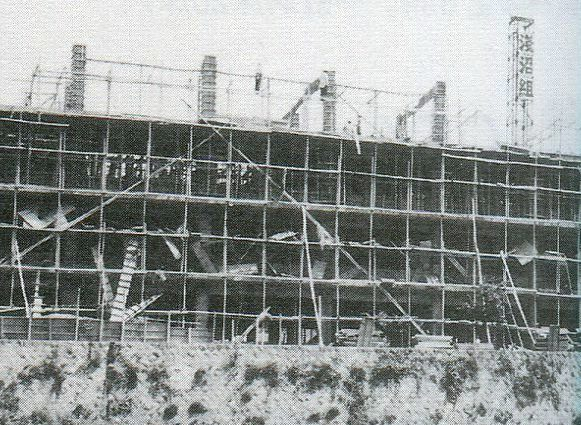
建設時の市役所 1958年撮影
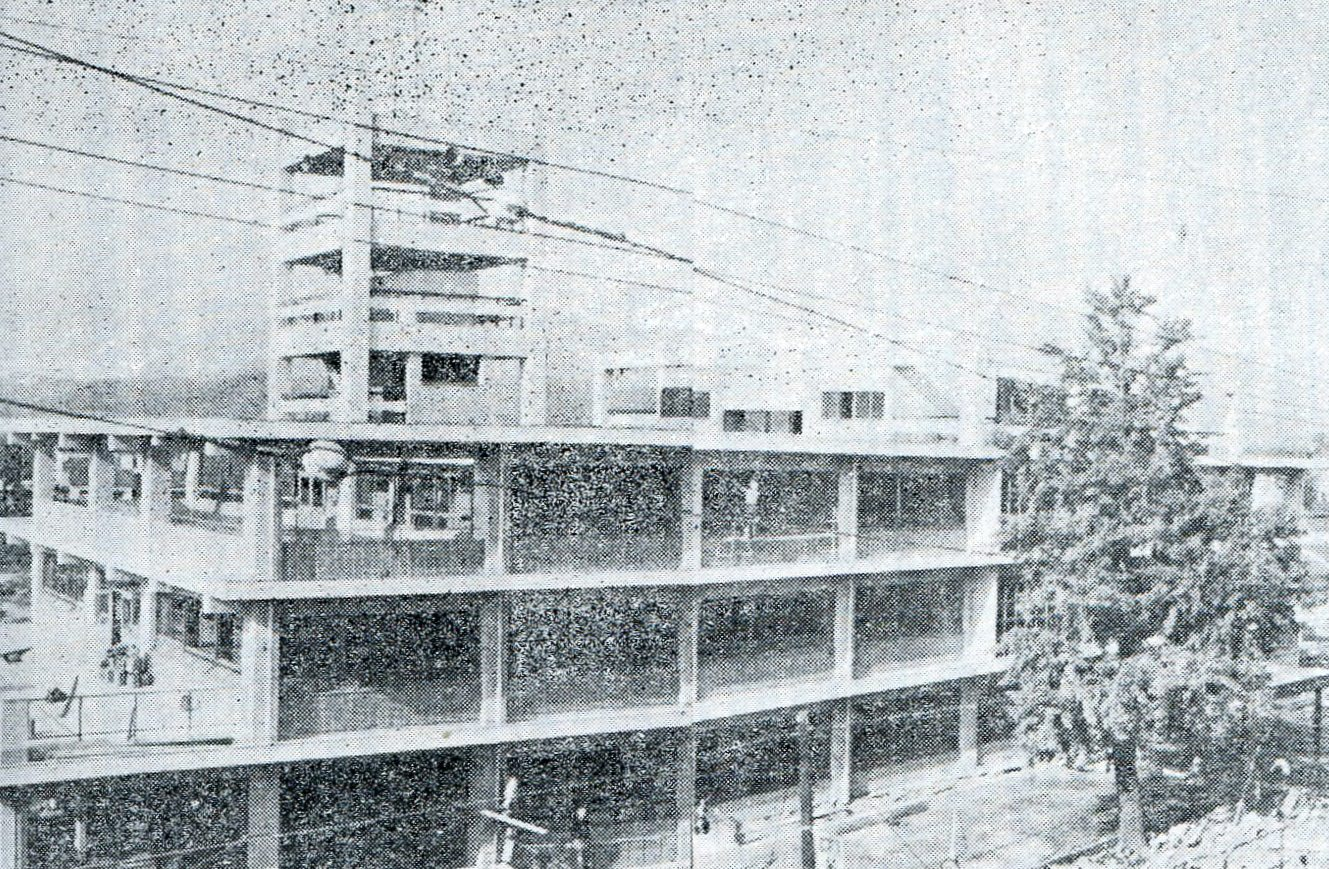
完成時の市役所 1959年撮影
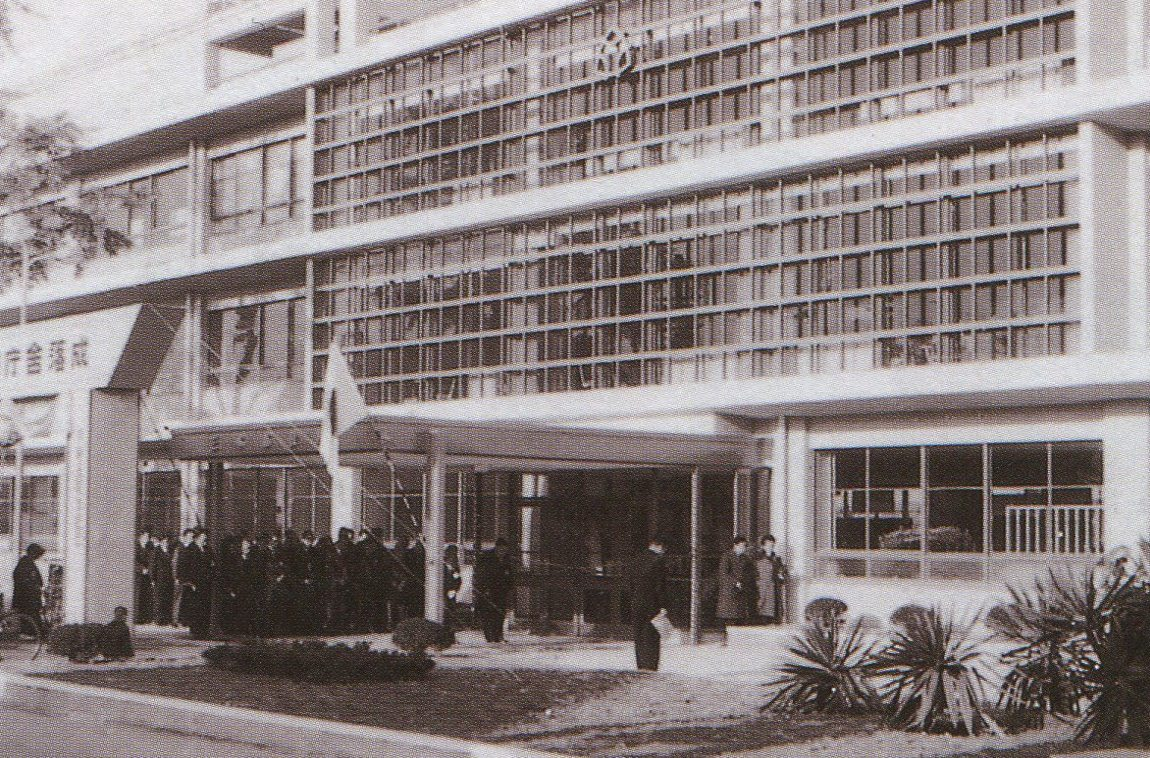
落成式の様子 1959年12月8日撮影
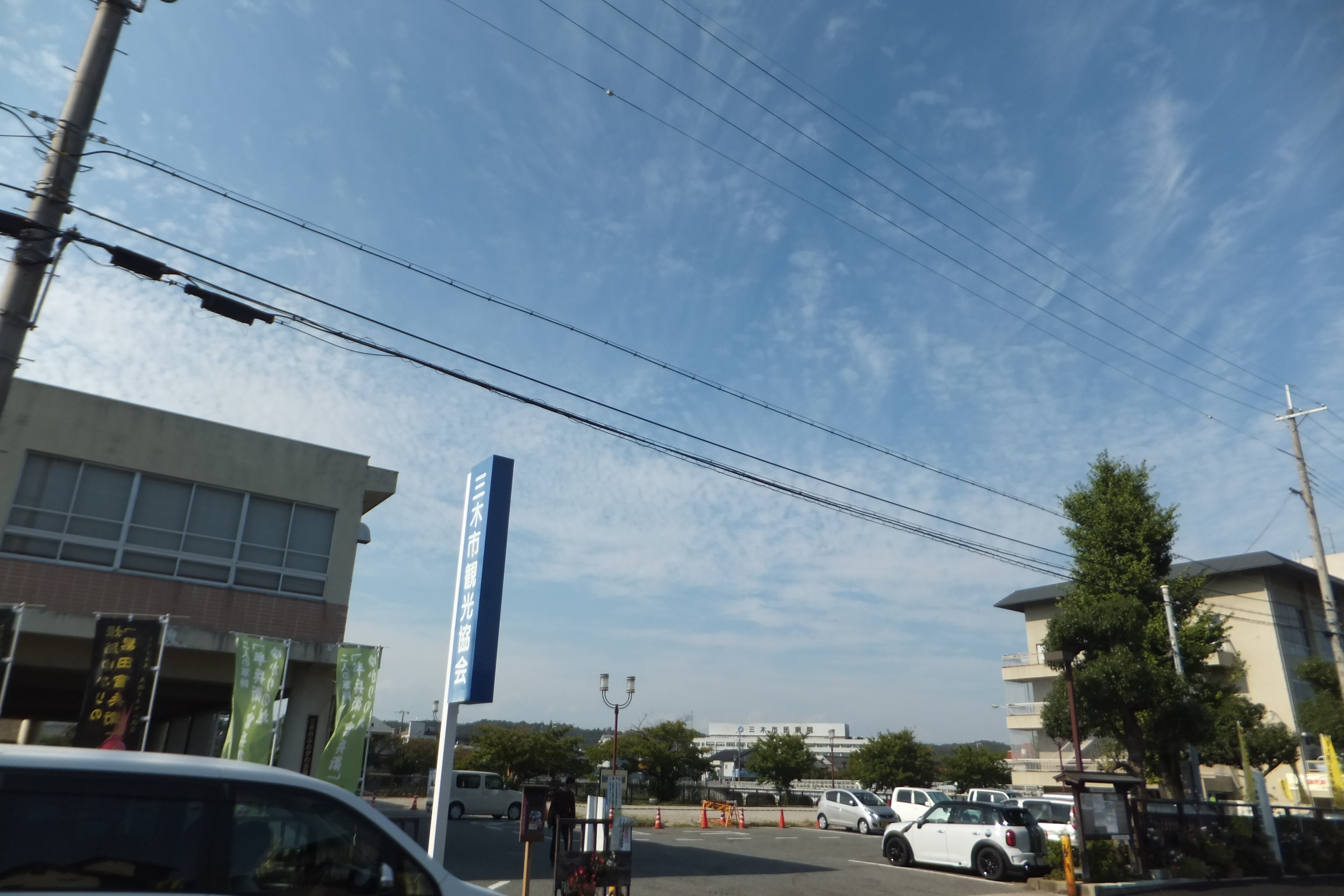
解体後の様子 2013年9月22日撮影

#### 庁舎概要

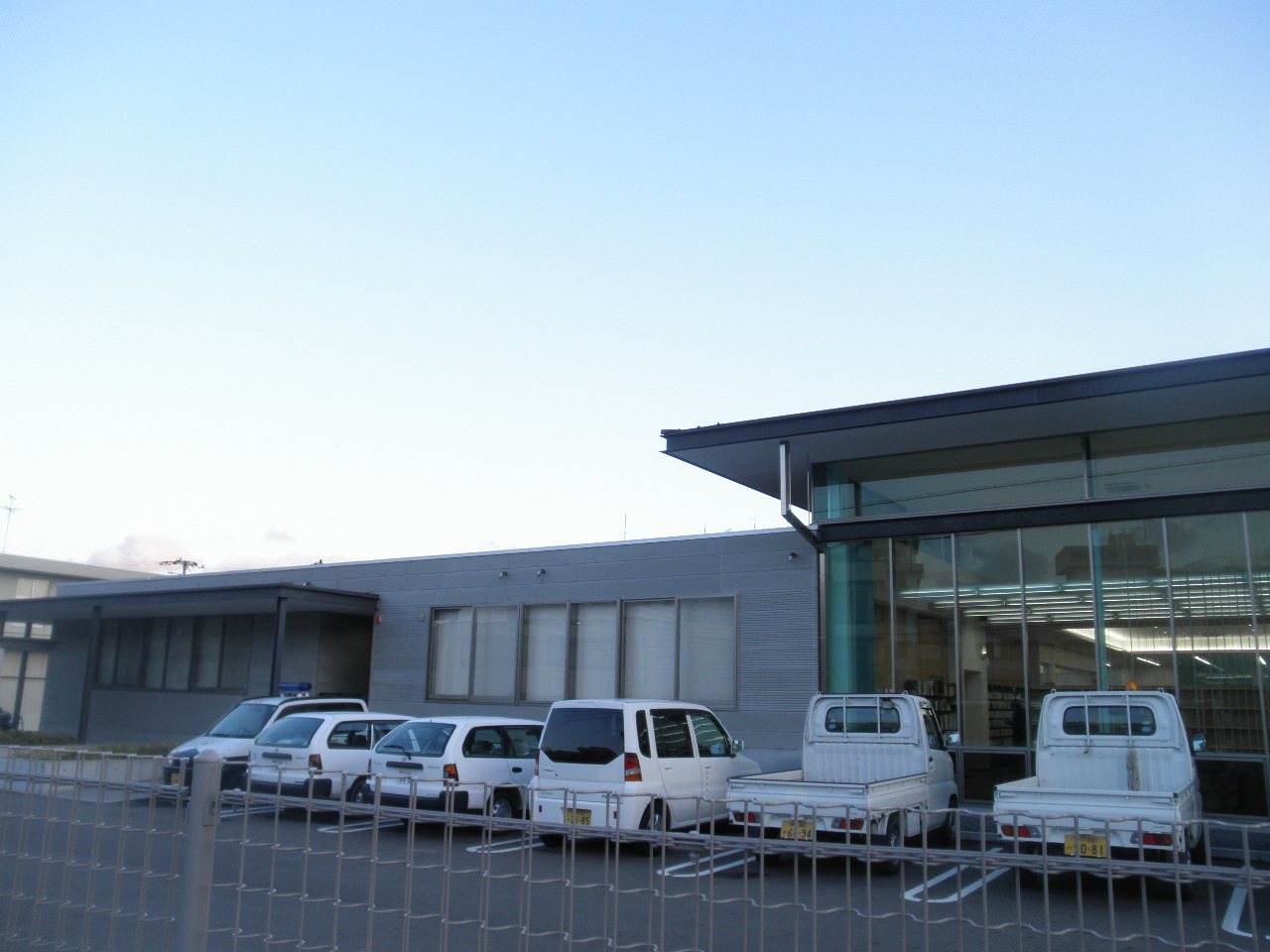
吉川庁舎通用口裏側

完成時の概要 
| 階 | 概要                                                                                             |
| -- | ------------------------------------------------------------------------------------------------ |
| 4  | 展望台                                                                                           |
| 3  | 会議室・図書室・正副議場室・議会事務局・控室・議場・電話室・記者クラブ                           |
| 2  | 建設課・農林課・商工課・教育長質・教育委員会・会議室・総務課・市長室・応接室・助役室             |
| 1  | 職員更衣室・食堂・相談所・宿直室・小便室・福祉事務所・市民課・保健課・市民ホール・税務課・出納室 |
| B1 | 書庫・機械室                                                                                     |

### 旧・吉川支所（初代）
- ガラス張りの庁舎であり、竣工当時は「あれは何だ」と交わされていた。吉川町新設後に「役場は町の中央に建築するもの」と明記され、最終的に当時の吉安に建設が決定し、用地を買収した結果建設が開始され、1959年12月10日に完成した。三木市に編入する前は 旧吉川町役場として機能し、編入後は吉川支所として機能していたが、2008年9月に老朽化に伴って解体された[9][10]。

#### 沿革
- 1959年（昭和34年）12月10日 - 兵庫県三木市吉川町吉安246番地に旧庁舎が完成する。[10]
- 2005年（平成17年）10月24日 - 三木市との編入合併により、吉川町役場から三木市役所吉川支所になる。

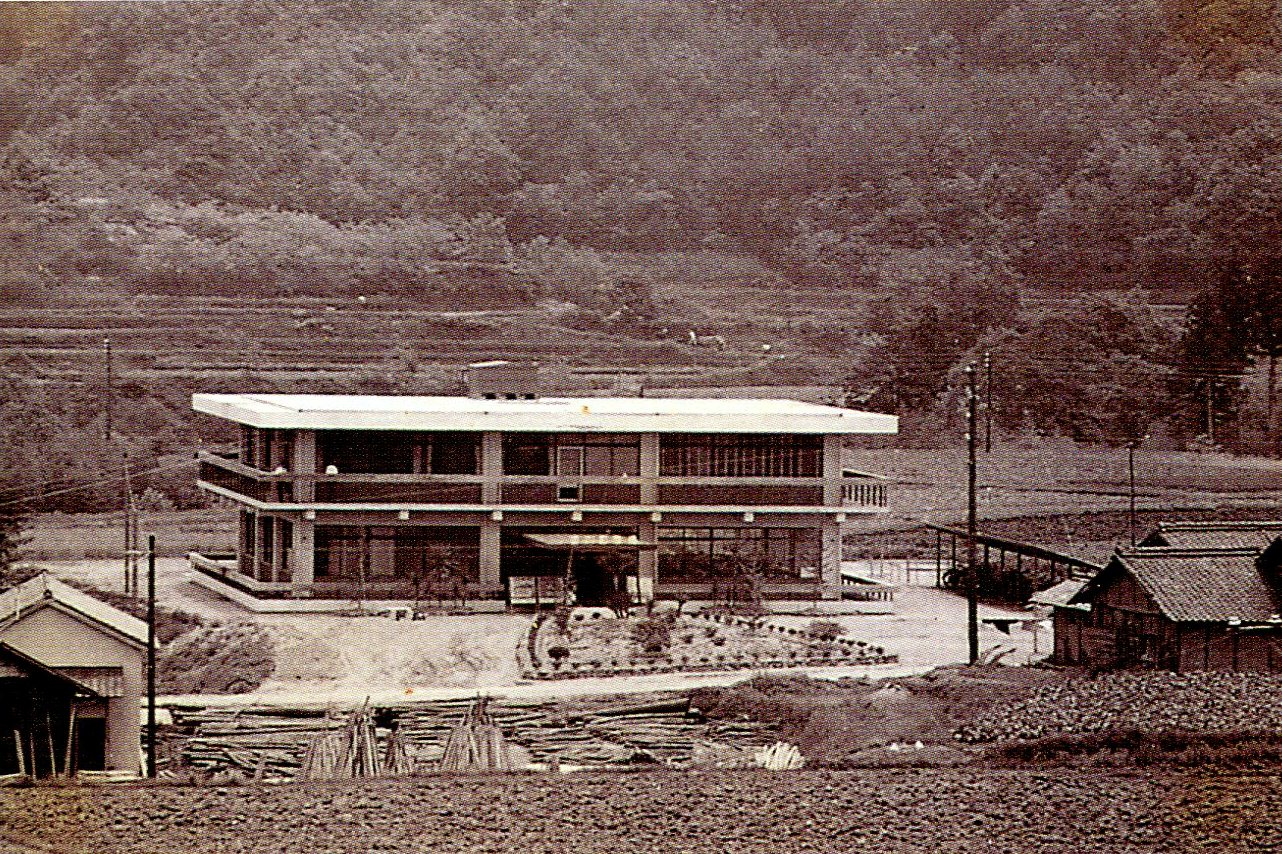
完成当時の庁舎 1959年撮影

### 旧・吉川支所（二代）
2009年11月29日に新支所が図書館との複合施設として完成した。
吉川支所は2021年12月で業務を終え、吉川健康福祉センターへ統合され、旧吉川支所は2022年4月2日から学習・交流スペースとなる。

#### 沿革
- 2009年（平成21年）11月29日 - 兵庫県三木市吉川町吉安246番地1に新庁舎が完成し[11]、11月30日に業務を開始する[11]。
- 2021年12月 - 吉川健康福祉センターへ統合され業務を終了[12]。

#### 庁舎概要
| 階 | 概要                                                             |
| -- | ---------------------------------------------------------------- |
| 1  | 図書館・多目的室・更衣室・給湯室・育児室・地域振興課・生活振興課 |

- 吉川庁舎通用口裏側